# Antacida
Antacida jsou léčiva, která snižují kyselost žaludečního obsahu.

## Obecná charakteristika
Antacida neutralizují kyselinu chlorovodíkovou v žaludeční šťávě, čímž tlumí aktivitu pepsinu a zvyšují pH na zásaditou stranu. Ta, která obsahují sloučeniny hliníku jsou mimoto schopna vázat žlučové kyseliny.

## Indikace
Antacida se používají především při zažívacích potížích (dyspepsiích) spojených zejména s překyselením (hyperaciditou) k léčbě žaludečních vředů a refluxní choroby jícnu, pyróze (pálení žáhy).
Antacida se aplikují preventivně nebo v rámci léčby příznaku při potížích.

## Nežádoucí účinky
Dlouhodobá aplikace může způsobit poruchu vstřebávání fosfátů, skrze mechanizmus reakce hliníku s fosfáty za vzniku nerozpustných solí. Důsledkem může být osteomalacie. U kardiaků je dobré volit lék s nízkým obsahem sodíku. U nemocných s poruchou funkce ledvin je třeba dávat pozor na rozvoj hypermagnezémie (vysoká hladina hořčíku v plazmě) a hliníkové encefalopatie (poruchy činnosti CNS).

## Interakce
Antacida mohou ovlivňovat resorpci dalších léčiv. Proto je doporučováno dodržovat mezi podáním dalšího léku alespoň tříhodinový interval.

## Přípravky
- Hydrogenuhličitan sodný (natrium hydrogencarbonicum, bikarbonát sodný, jedlá soda, NaHCO3) má silný, rychlý a krátkodobý účinek. Při reakci s HCl vzniká CO2 (oxid uhličitý).
- Uhličitan vápenatý (calcium carbonicum) má silný, ale relativně pomalý účinek. Při reakci s HCl vzniká CO2 (oxid uhličitý).
- Oxid hořečnatý (magnesium oxydatum) se transformuje ve vodě na hydroxid hořečnatý a neutralizuje HCl v žaludeční šťávě. Vznikající chlorid hořečnatý působí projímavě.
- Hydroxyhlinitan hořečnatý (magnesium aluminicum či magnesii aluminas) se v žaludku štěpí na oxid hořečnatý a oxid hlinitý. U nás je to dosud nejužívanější antacidum.[zdroj?]
- Hydroxid hlinitý (aluminium hydroxydatum) vytváří gelovitý film na sliznici vazbou iontů H+, navíc též jen mechanicky. Účinek je slabý, ale dlouhý, nástup účinku pomalý. Komplikací může být zácpa.
- Trisilkát hořčíku (magnesium trisilicum) uvolňuje oxid křemičitý, který je schopen vázat HCl a pepsin, stejně jako vytvářet ochranný gel na sliznici. Vzniklý chlorid hořečnatý může způsobit průjem.
- Fosforečnan hlinitý (aluminium phosphoricum) má dlouhý a pomalý účinek.

### Antacida obsahující sloučeniny hliníku a hořčíku
- Algedrat je hydroxid hlinitý v hydratované aktivní formě.
- Simaldrat a  almasilat obsahují sloučeniny křemičitan hořčíku a hliníku v hydratované aktivní formě.
- Hydrotalcit je zásaditý uhličitan hořečnato-hlinitý v hydratované aktivní formě.
- Alexitol je sodná sůl zásaditého uhličitanu hlinitého a hexitolu.
- Almagat je zásaditý uhličitan hořečnato-hlinitý v hydratované aktivní formě.

### Antacida obsahující kyselinu alginovou
Indikací je především refluxní ezofagitida, pálení žáhy a kyselý reflux.
Při styku kyseliny alginové (acidum alginicum) s karbomethylcelulózou (carbomethylcellulosum) a slinami vzniká viskózní tekutina, která se v kyselém prostředí žaludku transformuje v gel s ochrannou funkcí. Po vstupu do střeva je nestráven a posléze vyloučen. Účinek trvá 2 až 2,5 hodiny.

### Antacida obsahující sloučeniny bismutu
Tato antacida obsahují zejména zásaditou formu dusičnanu bismutitého (bismuthi subnitras) a dále obvykle soli hořčíku. Kontraindikací jsou onemocnění ledvin. Bismut barví stolici do černa.

### Antacida obsahující hydrogenuhličitan sodný
- Hydrogenuhličitan sodný (natrii hydrogencarbonas) je rychle účinkující, reaktivní léčivo. Nadměrné dávky mohou způsobit metabolickou alkalózu.

Vhodné je jen krátkodobé užívání.